# Croix des rameaux

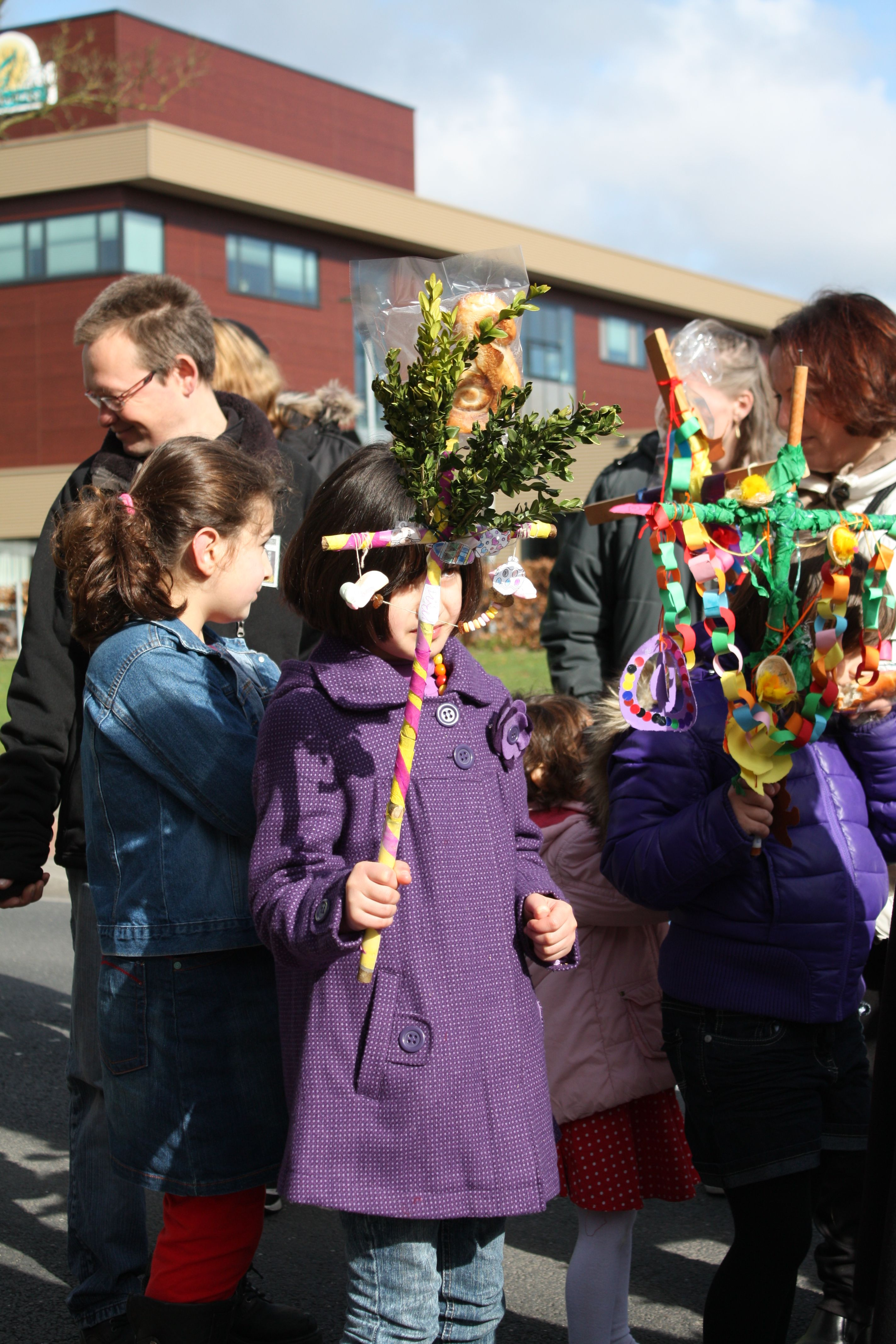
Procession au Dimanche des Rameaux à Enschede.

Une croix des rameaux ou bâton des rameaux (palmpasenstok en néerlandais) est une petite croix ornée que les enfants chrétiens confectionnent aux Pays-Bas à la période des rameaux. Ces croix sont décorés de guirlandes et de colliers de fruits et surmontés d'un petit coq en brioche. Les enfants y accrochent aussi leurs branches de buis.
Cette croix symbolise plusieurs moments de la semaine sainte :
- Les rameaux symbolisent l'entrée de Jésus à Jérusalem.
- La croix symbolise la crucifixion.
- Le pain symbolise le pain rompu lors du dernier repas le jeudi Saint.
- Le coq en pain symbolise la souffrance et rappelle le coq qui chante après que saint Pierre ait renié Jésus trois fois.
- Les œufs qui sont accrochés parfois à ces croix symbolisent Pâques et la résurrection (l'œuf renferme une vie à venir).
- Les 30 raisins secs symbolisent les trente pièces d'argent pour lesquelles Judas Iscariote a trahi Jésus.